# Brutalitarian Regime
Brutalitarian Regime är det sjätte studioalbumet med det norska death metal-bandet Blood Red Throne. Albumet släpptes 2011 av skivbolaget Sevared Records.

## Låtlista
1. "Brutalitarian Regime" – 2:53
2. "Graveworld" – 3:30
3. "Trapped, Terrified, Dead" – 4:53
4. "Eternal Decay" – 4:14
5. "Games of Humiliation" – 4:18
6. "The Burning" – 4:00
7. "Proliferated unto Hemophobia" – 4:24
8. "Melena" – 4:16
9. "Parnassian Cacoepy" – 5:10
10. "Twisted Truth" (Pestilence-cover) – 3:48

- Text: Gramen/Sean Smith/Sir Jon/Tchort/Vald (spår 1–9), Marco Foddis (spår 10)
- Musik: Død (spår 1–7, 9), Ivan Gujic (spår 8), Patrick Mameli/Patrick Uterwijk (spår 10)

## Medverkande
Blood Red Throne
- Død (Daniel Olaisen) – gitarr
- Vald (Osvald Egeland) – sång
- Erlend Caspersen – basgitarr
- Emil Wiksten – trummor
- Meathook (Ivan Gujic) – gitarr

Andra medverkande
- Audun Grønnestad – ljudtekniker
- Valle Adžić – ljudmix, mastering
- Alcides Burn – omslagskonst
- Tchort – sångtexter
- Gramen – sångtexter
- Sir Jon – sångtexter
- Sean Smith – sångtexter